# Böðvar Þorleifsson
Böðvar Þorleifsson (apodado el perfil blanco, n. 870) fue un caudillo vikingo de Noruega, nieto de Aun Arnasson, rey de Hordaland. Emigró a Islandia y fue uno de los primeros colonos en Hof í Álptafirði, Suður-Múlasýsla. Era hijo de Thorleiv hvalaskuf Anunsson (n. 820). Böðvar fue el primer goði de Hofverjar í Álftafirði, título que también ostentó toda su descendencia, su hijo Þorleifur midling Böðvarsson  de Voss, su nieto Böðvar hvíti Þorleifsson (apodado el blanco) y su bisnieto Þorsteinn Böðvarsson (n. 925, que aparece en el capítulo 96 de la saga de Njál el padre de Síðu-Hallur).